# 単一光子アバランシェダイオード
単一光子アバランシェダイオード（Single-Photon Avalanche Diode - SPAD）は、光検出器として働く半導体である。フォトダイオードやアバランシェフォトダイオード（APD）と同じ系列にあり、基本的にはダイオードの動作と共通している。
フォトダイオードやAPDと同様にSPADは半導体のp-n接合を基礎にしている。広い範囲の電磁スペクトルを照射することができ、ガンマ線、X線、ベータ線、アルファ線などの電離放射線や、紫外線（UV）から可視波長、赤外線（IR）に適用可能である。